# Euphyia meyricki
Euphyia meyricki är en fjärilsart som beskrevs av Louis Beethoven Prout. Euphyia meyricki ingår i släktet Euphyia och familjen mätare. Inga underarter finns listade i Catalogue of Life.